# Ветёлки (Алтайский край)
Ветёлки — село в Алейском районе Алтайского края России. Входит в состав Совхозного сельсовета.

## География
Находится в центральной части Алтайского края, в лесостепной зоне, на левом берегу реки Плотавки (приток реки Порозиха), на расстоянии 27 км (по прямой) к юго-востоку от города Алейск, административного центра района. Абсолютная высота — 179 м над уровнем моря.

### Климат
Климат резко континентальный. Средняя температура января: −17,6 ºС, июля: + 20 ºС. Годовое количество осадков: 440 мм.

## История
Основано в 1924 году. В 1928 году деревня состояла из 112 хозяйства, основное население — русские. В административном отношении деревня являлась центром Ветёльского сельсовета Чарышского района Рубцовского округа Сибирского края. До 4 декабря 2013 года — административный центр и единственный населённый пункт Ветёльского сельсовета.

## Население
| 1926 | 1997 | 1998 | 1999 | 2000 | 2001 | 2002 | 2003 | 2004 |
| ---- | ---- | ---- | ---- | ---- | ---- | ---- | ---- | ---- |
| 682  | ↘600 | ↘560 | ↘516 | ↗546 | ↘535 | ↘483 | ↘462 | ↗464 |
| 2005 | 2006 | 2007 | 2008 | 2009 | 2010 | 2011 | 2012 | 2013 |
| ↘455 | ↘402 | →402 | ↘369 | →369 | ↘321 | ↘319 | ↘296 | ↘286 |

### Национальный состав
Согласно результатам переписи 2002 года, в национальной структуре населения русские составляли 88 %.

## Улицы
| - ул. Алтайская, - пер. Зелёный, - пер. Новый, | - ул. Сибирская, - ул. Центральная, - ул. Южная. |

## Инфраструктура
В селе функционируют сельский клуб, библиотека, фельдшерско-акушерский пункт и отделение Почты России.